# سيف الغول (لمرابيح)
سيف الغول هي إحدى مشيخات المملكة المغربية، تتبع جغرافيا لإقليم سيدي قاسم وإداريًا للمرابيح. يقدر عدد سكانها بـ 7144 نسمة حسب الإحصاء الرسمي للسكان والسكنى لسنة 2004.